# Cesariano (facción)
Cesarianos era el nombre de una de las dos facciones que lucharon en la segunda guerra civil de la República romana entre el 49 y el 44 a. C. Era un grupo formado por líderes aristocráticos del Senado romano y comandantes del ejército romano que apoyaban a Julio César, incluyendo muchas de sus subdivisiones. Sus oponentes eran los Pompeyanos.
Muchos de sus miembros fueron exmiembros de la facción popular de la primera guerra civil entre Mario y Sila. Entre ellos cabe destacar a Marco Antonio, Curio o Marco Celio Rufo.